# Dudi Sela
Dudi Sela (Hebrew: דודי סלע; Kiryat-Chemoná, 4 de Abril de 1985) é um tenista profissional de Israel.

## Carreira
Dudi Sela, tem em seu currículo um título de duplas no juvenil em Roland-Garros de 2003, e 13 Challengers, ele também conseguiu um feito histórico para Israel na Copa Davis, vencendo a Itália e o Chile, chegando a primeira participação de Israel no grupo principal da Copa Davis.
Encerrou o ano de 2011 como o número 83 do mundo e em 2012 como número 103 do mundo

## Conquistas(20)

### Simples (20)
| Legenda                         |
| Grand Slam (0)                  |
| ATP World Tour Finals (0)       |
| ATP World Tour Masters 1000 (0) |
| ATP World Tour 500 Series (0)   |
| ATP World Toour 250 Series (0)  |
| Challengers Tour Finals (0)     |
| Challengers (13)                |
| Futures (7)                     |

| Títulos por superfície |
| Dura (19)              |
| Grama (1)              |
| Saibro (0)             |
| Carpete (0)            |

| N.  | Data                    | Torneio    | Superfície | Adversário              | Placar             |
| 1.  | 29 de Março de 2003     | Burnie     | Dura       | Paul Baccanello         | 4-3 Ab.            |
| 2.  | 14 de Julho de 2003     | Togliatti  | Dura       | Juan Pablo Brzezicki    | 6–2, 6–4           |
| 3.  | 26 de Fevereiro de 2005 | Gosford    | Dura       | Sadik Kadir             | 6-1, 6-1           |
| 4.  | 25 de Julho de 2005     | Lexington  | Dura       | Bobby Reynolds          | 6–3, 3–6, 6–4      |
| 5.  | 1 de Agosto de 2005     | Vancouver  | Dura       | Paul Baccanello         | 6–2, 6–3           |
| 6.  | 16 de Setembro de 2006  | California | Dura       | Sascha Kloer            | 5–1 Ab.            |
| 7.  | 23 de Setembro de 2006  | California | Dura       | Robert Yim              | 7–5, 6–4           |
| 8.  | 28 de Outubro de 2006   | Louisiana  | Dura       | Izak Van der Merwe      | 5–7, 6–4, 6–3      |
| 9.  | 18 de Novembro de 2006  | Hawaii     | Dura       | Lesley Joseph           | 6–1, 6–4           |
| 10. | 25 de Novembro de 2006  | Hawaii     | Dura       | Fritz Wolmarans         | 6–3, 6–3           |
| 11. | 16 de Julho de 2007     | Togliatti  | Dura       | Mikhail Ledovskikh      | 7–6, 6–3           |
| 12. | 22 de Outubro de 2007   | Seul       | Dura       | Konstantinos Economidis | 6–4, 6–4           |
| 13. | 19 de Novembro de 2007  | Yokohama   | Dura       | Takao Suzuki            | 6–7, 6–4, 6–2      |
| 14. | 28 de Julho de 2008     | Vancouver  | Dura       | Kevin Kim               | 6–3, 6–0           |
| 15. | 2 de Maio de 2010       | Rhodes     | Dura       | Rainer Schüttler        | 7-6, 6-3           |
| 16. | 9 de Agosto de 2010     | Vancouver  | Dura       | Ričardas Berankis       | 7-5, 6-2           |
| 17. | 15 de Maio de 2011      | Busan      | Dura       | Tatsuma Ito             | 6-2, 6-7(5-7), 6-3 |
| 18. | 21 de Maio de 2011      | Fergana    | Dura       | Greg Jones              | 6-2, 6-1           |
| 19. | 11 de Junho de 2011     | Nottingham | Grama      | Jeremy Chardy           | 6-4, 3-6, 7-5      |
| 20. | 2 de Setembro de 2012   | Bangkok    | Dura       | Yuichi Sugita           | 6-1, 7-5           |

### Vice-Campeonatos (5)
| N. | Data                   | Torneio   | Superfície | Adversário               | Placar             |
| 1. | 24 de Maio de 2003     | Verona    | Saibro     | Tomas Tenconi            | 6-4, 0-6, 2-6      |
| 2. | Julho 2, 2007          | Córdova   | Dura       | Adrián Menéndez-Maceiras | 4–6, 6–0, 5–7      |
| 3. | Novembro 12, 2007      | Kaohsiung | Dura       | Yen-Hsun Lu              | 3–6, 3–6           |
| 4. | Setembro 28, 2008      | Pequim    | Dura       | Andy Roddick             | 4–6, 7–6(8-6), 3–6 |
| 5. | 20 de Novembro de 2011 | São Paulo | Dura       | Cedrik-Marcel Stebe      | 2-6, 4-6           |